# Мучи, Иван Иванович
Ива́н Ива́нович Мучи́ (настоящая фамилия Илларионов; 29 сентября 1895, деревня Чуралькасси (ныне Тойдеряки) Казанская губерния — 28 апреля 1946, Чебоксары) — чувашский писатель-сатирик и переводчик, актёр, организатор чувашского профессионального театра, участник Первой мировой и гражданской войн.

## Биография
Учился в начальной сельской школе. Поступил учиться в Казанскую учительскую семинарию. В Казани начал пробовать себя в Чувашском драматическом театре. Вместе с театром в 1922 году переехал в Чебоксары. В то же время трудился литературным сотрудником в газете «Канаш».
В 1925—1940 годах работал ответственным секретарем в журнале «Капкӑн». В стихотворении «Как я не стал сатириком» Юрий Айдаш писал:

Я с детства полюбил «Капкан»,

И жить меня учил

Весёлый дедушка Иван —

Мудрец Иван Мучи.

В Союзе писателей СССР с 1934 года. Переводил на чувашский язык произведения М. Горького, М. Салтыков-Щедрина, Демьяна Бедного, А. Чехова.
Умер 28 апреля 1946 года, упав с лестницы. 

## Публикации
- «Хĕрлĕ кулăш» — Красный юмор (1931);
- «Кулăшла калавсем» — Юмористические рассказы (1940, 1982);
- «Катка хыçĕнчи çын» Человек за бочкой (1995);

## Память
Похоронен на мемориальном кладбище города Чебоксары.

### На чувашском языке
- «Чăваш литературин антологийĕ», составители: Д. В. Гордеев, Ю. А. Силэм. Шупашкар, 2003. ISBN 5-7670-1279-2.
- Афанасьев, П. Иван Мучи (Илларионов Иван Иванович) // Афанасьев, П. Писатели Чувашии / П. Афанасьев. — Чебксары, 2006. — С. 283—284.
- Илларионов Иван Иванович (Иван Мучи) // Энциклопедия чувашской журналистики и печати. — Чебоксары, 2014. — С. 178.
- Константинов, А. Иван Мучи / А. Константинов // Тăван Атăл. — 2005. — № 9. — С. 62-65.
- Константинов, А. Иван Мучи титулĕсем / А. Константинов // Тăван Атăл. — 2000. — № 11. — С. 68-70.
- Михайлова, Т. Иван Мучи 110 çулта / Т. Михайлова // Чăваш хĕрарăмĕ. — 2005. — 1-7 юпа (№ 39). — С. 10.
- Федоров, Г. И. Мучи (Илларионов) Иван Иванович / Г. И. Федоров // Чувашская энциклопедия. — Чебоксары, 2009. — Т. 3 : М-Се. — С. 165.
- Асран кайми Иван Мучи // Капкăн. — 1995. — № 9. — С. 2.
- Григорьев, В. Иван Мучи пултаруллăхĕн карти / В. Григорьев // Тăван Атăл. — 1990. — № 9. — С. 71-72.
- Давыдов-Анатри, В. Ĕçчен Мучи // Хыпар. — 1995. — 29 авăн ; çавах// Давыдов-Анатри, В. Юлташсемпе юнашар / В. Давыдов-Анатри. — Шупашкар, 1981. — С. 64-66.
- Eнĕш, В. Иван Мучи ватăлать-и? / В.Eнĕш // Ялав. — 1990. — № 9. — С. 26.
- Изоркин, А. «Иван Мучи» ят ăçтан тухнă? / А.Изоркин // Хыпар. — 1995. — 19 юпа.
- Константинов, А. Иван Мучи «Капкăнăн» чунĕ пулнă / А. Константинов // Хыпар. — 1995. — 3 çĕртме.
- Константинов, А. Иван Мучи 100 çултан та тавлаштарать / А. Константинов // Хыпар. — 1995. — 19 юпа.
- Константинов, А. Иван Мучи титулĕсем / А. Константинов // Тăван Атăл. — 2000. — № 11. — С. 68-70.
- Миронов, И. Ялан вăл ман асăмра / И. Миронов // Хыпар. — 1995. — 29 авăн.
- Мытиков, Г. Çапла вĕрентетчĕ пире / Г. Мытиков // Хыпар. — 1995. — 29 авăн.
- Петров, К. Мучин те ашшĕ—аслашшĕ пулнă / К. Петров // Хыпар. — 1995. — 3 чÿк.
- Смирнова, Н. Иван Мучи — кулăш министрĕ/ Н. Смирнова // Хыпар. — 1995. — 3 юпа.
- Сорокин, В. Паллă çыравçă, кулăш ăсти / В. Сорокин // Хыпар. — 2000. — 30 авăн.
- Станьял, В. Иван Мучие «Капкăн» çаклатнă / В. Станьял // Хыпар. — 1996. — 6 çĕртме.
- Станьял, В. Мучи вăл яланах Мучи / В. Станьял // Чăваш ен. — 1995. — 24 çĕртме — 1 утă (№ 26). — С. 13.
- Уяр, Х. Иван Мучи çыравçăпа унăн «критикĕсем» çинчен / Х.Уяр // Хыпар. — 1995. — 19 юпа.
- Уяр, Х. «Капкăн» хуçи çинчен/ Х.Уяр // Ялав. — 1990. — № 9. — С. 25-26.
- Фомина, Л. Иван Мучипе Хветĕр Уяр / Л. Фомина // Ялав. — 2000. — № 10. — С. 70-71.
- Фомина, Л. Пирĕн атте / Л. Фомина // Ялав. — 1995. — № 9. — С. 67-71; № 10. — С. 94-99.
- Ялкир, П. Чăваш кулăш литературин ашшĕ / П. Ялкир // Хыпар. — 1995. — 29 авăн.
- Ялавин, С. Иван Мучи — Хĕрлĕ çарта / С. Ялавин // Тăван Атăл. — 1998. — № 3-6. — С. 70-72.

### На русском языке
- Давыдов-Анатри, В. Встречи с Иваном Мучи / В.Давыдов-Анатри // Совет. Чувашия. — 1995. — 4 окт.
- Константинов, А. Почему Ивана Мучи назвали основоположником чувашской юмористики / А. Константинов // Чăваш ен. — 1995. — 7-14 окт. (№ 41). — С. 11.
- Никитин, В. Иван Мучи и «колючие» рассказчики/ В. Никитин // Никитин, В. Чувашский рассказ. — Чебоксары, 1990. — С. 114—127.
- Сорокин, В. Иван Мучи, писатель-юморист / В. Сорокин // Чебоксар. новости. — 2000. — 29 сент.
- Сорокин, В. «Капканмейстер» Иван Мучи в обиде… / В. Сорокин // Совет. Чувашия. — 1995. — 28 дек.
- Иван Мучи (Илларионов Иван Иванович) // Щедра талантами родная сторона : Биобиблиографический справочник = Тӑван ҫӗршыв пултарулӑхпа пуян / МБУ «ЦБС» Чебоксар. р-на ; сост. М. В. Иванова, С. В. Иванова; отв. за вып. Г. Л. Тимофеева. — Кугеси, 2022. — С. 65—69. — 161 с.
- Эзенкин, В. С. Художественно-творческие искания И. Мучи в сатире / В. С. Эзенкин // Проблемы творческого метода в чувашской литературе : [тр. НИИ яз., лит., истории и экономики при Совете Министров Чуваш. АССР]. — Чебоксары, 1979. — Вып. 95. — С. 131—137.